# Lobovates chopardi
Lobovates chopardi es una especie de mantis de la familia Mantidae.

## Distribución geográfica
Se encuentra en El Salvador y México.